# Bahnstrecke Vaivre–Gray
| Testfahrt im März 1982 mit 141 R 420 im Bahnhof Noidans-le-Ferroux |                      |                                                                  |                                                                  |
| Streckennummer (SNCF): | 847 000              |                                                                  |                                                                  |
| Kursbuchstrecke (SNCF): | 255                  |                                                                  |                                                                  |
| Streckenlänge: | 52 km                |                                                                  |                                                                  |
| Spurweite: | 1435 mm (Normalspur) |                                                                  |                                                                  |
| Maximale Neigung: | 8 ‰                  |                                                                  |                                                                  |
| Zweigleisigkeit: | ehem. ja             |                                                                  |                                                                  |
| |                      |                                                                  |                                                                  |
| \| \| \| Bahnstrecke Paris–Mulhouse von Mulhouse über Vesoul \| \| \| \| 376,9 0,0 \| Vaivre \| 218 m \| \| \| 0,1 \| Bahnstrecke Paris–Mulhouse nach Paris-Est ⊙ \| Bahnstrecke Paris–Mulhouse nach Paris-Est ⊙ \| \| \| 5,6 \| Mont-le-Vernois ⊙ \| 221 m \| \| \| 9,3 \| Raze ⊙ \| 232 m \| \| \| 13,9 \| Noidans-le-Ferroux ⊙ \| 240 m \| \| \| \| Militäranschl. I.T.E. \| \| \| \| 22,7 \| Fresne-Saint-Mamès ⊙ \| 212 m \| \| \| \| 26,1 Vellexon ⊙ \| \| \| \| 26,7 \| Romaine (24 m) \| Romaine (24 m) \| \| \| \| 31,1 Seveux ⊙ \| \| \| \| 32,3 \| Saône (181 m) ⊙ \| Saône (181 m) ⊙ \| \| \| 34,2 \| Savoyeux-Mercey ⊙ \| 199 m \| \| \| \| kanalisierte Saône ⊙ \| \| \| \| 35,9 \| Streckenende ⊙ \| Streckenende ⊙ \| \| \| 37,1 \| Autet ⊙ \| 207 m \| \| \| \| \| \| \| \| \| Compagnie générale des Chemins de fer vicinaux (CFV) Jussey–Gray \| \| \| \| \| \| \| \| \| 38,4 \| Salon (56 m) ⊙ \| Salon (56 m) ⊙ \| \| \| 42,8 \| Vereux ⊙ \| 200 m \| \| \| 45,9 \| Beaujeux-Prantigny ⊙ \| 202 m \| \| \| 51,7 \| Überlauf der Saône (62 m) ⊙ \| Überlauf der Saône (62 m) ⊙ \| \| \| \| Bahnstrecke Culmont-Chalindrey–Gray von Culmont-Ch. \| \| \| \| ~52,3 \| N67 / N 70 ⊙ \| N67 / N 70 ⊙ \| \| \| 53,2 352,5 \| Gray ⊙ \| 193 m \| \| \| \| Bahnstrecke Saint-Julien–Gray nach Troyes ü. St.-Julien \| \| \| \| \| Bahnstrecke Gray–Saint-Jean-de-Losne n. St.-Jean-de-L. \| \| \| \| \| Bahnstrecke Gray–Fraisans nach Fraisans \| \| |                      |                                                                  |                                                                  |
| Strecke |                      | Bahnstrecke Paris–Mulhouse von Mulhouse über Vesoul              | Bahnstrecke Paris–Mulhouse von Mulhouse über Vesoul              |
| ehemaliger Bahnhof | 376,9 0,0            | Vaivre                                                           | 218 m                                                            |
| Abzweig ehemals geradeaus, nach rechts und ehemals von rechts | 0,1                  | Bahnstrecke Paris–Mulhouse nach Paris-Est ⊙                      | Bahnstrecke Paris–Mulhouse nach Paris-Est ⊙                      |
| Bahnhof (Strecke außer Betrieb) | 5,6                  | Mont-le-Vernois ⊙                                                | 221 m                                                            |
| Bahnhof (Strecke außer Betrieb) | 9,3                  | Raze ⊙                                                           | 232 m                                                            |
| Bahnhof (Strecke außer Betrieb) | 13,9                 | Noidans-le-Ferroux ⊙                                             | 240 m                                                            |
| Abzweig geradeaus und nach rechts (Strecke außer Betrieb) |                      | Militäranschl. I.T.E.                                            | Militäranschl. I.T.E.                                            |
| Bahnhof (Strecke außer Betrieb) | 22,7                 | Fresne-Saint-Mamès ⊙                                             | 212 m                                                            |
| Bahnhof (Strecke außer Betrieb) |                      | 26,1 Vellexon ⊙                                                  | 26,1 Vellexon ⊙                                                  |
| Brücke über Wasserlauf (Strecke außer Betrieb) | 26,7                 | Romaine (24 m)                                                   | Romaine (24 m)                                                   |
| Bahnhof (Strecke außer Betrieb) |                      | 31,1 Seveux ⊙                                                    | 31,1 Seveux ⊙                                                    |
| Brücke über Wasserlauf (Strecke außer Betrieb) | 32,3                 | Saône (181 m) ⊙                                                  | Saône (181 m) ⊙                                                  |
| Haltepunkt / Haltestelle (Strecke außer Betrieb) | 34,2                 | Savoyeux-Mercey ⊙                                                | 199 m                                                            |
| Brücke über Wasserlauf (Strecke außer Betrieb) |                      | kanalisierte Saône ⊙                                             | kanalisierte Saône ⊙                                             |
| | 35,9                 | Streckenende ⊙                                                   | Streckenende ⊙                                                   |
| Dienststation / Betriebs- oder Güterbahnhof | 37,1                 | Autet ⊙                                                          | 207 m                                                            |
| |                      |                                                                  |                                                                  |
| Kreuzung mit U-Bahn geradeaus oben (Querstrecke außer Betrieb) |                      | Compagnie générale des Chemins de fer vicinaux (CFV) Jussey–Gray | Compagnie générale des Chemins de fer vicinaux (CFV) Jussey–Gray |
| |                      |                                                                  |                                                                  |
| Brücke über Wasserlauf | 38,4                 | Salon (56 m) ⊙                                                   | Salon (56 m) ⊙                                                   |
| ehemaliger Bahnhof | 42,8                 | Vereux ⊙                                                         | 200 m                                                            |
| ehemaliger Haltepunkt / Haltestelle | 45,9                 | Beaujeux-Prantigny ⊙                                             | 202 m                                                            |
| Brücke über Wasserlauf | 51,7                 | Überlauf der Saône (62 m) ⊙                                      | Überlauf der Saône (62 m) ⊙                                      |
| Abzweig geradeaus und von rechts |                      | Bahnstrecke Culmont-Chalindrey–Gray von Culmont-Ch.              | Bahnstrecke Culmont-Chalindrey–Gray von Culmont-Ch.              |
| Bahnübergang | ~52,3                | N67 / N 70 ⊙                                                     | N67 / N 70 ⊙                                                     |
| Dienststation / Betriebs- oder Güterbahnhof | 53,2 352,5           | Gray ⊙                                                           | 193 m                                                            |
| Abzweig geradeaus und nach rechts |                      | Bahnstrecke Saint-Julien–Gray nach Troyes ü. St.-Julien          | Bahnstrecke Saint-Julien–Gray nach Troyes ü. St.-Julien          |
| Abzweig ehemals geradeaus und nach rechts |                      | Bahnstrecke Gray–Saint-Jean-de-Losne n. St.-Jean-de-L.           | Bahnstrecke Gray–Saint-Jean-de-Losne n. St.-Jean-de-L.           |
| Strecke (außer Betrieb) |                      | Bahnstrecke Gray–Fraisans nach Fraisans                          | Bahnstrecke Gray–Fraisans nach Fraisans                          |

Die Bahnstrecke Vaivre–Gray ist eine 52 km lange, eingleisige, nicht elektrifizierte Eisenbahnstrecke im Département Haute-Saône in Frankreich. Sie wurde 1863 eröffnet und ist heute nur noch auf etwa 18 km befahrbar.

## Geschichte
Antragsteller für diese und weitere, im Namen der Gesellschaft angegebene Strecken war ursprünglich die Chemin de fer de Nancy à Gray par Épinal et Vesoul. Am 17. August 1853 erhielt jedoch die Compagnie du chemin de fer de Paris à Strasbourg, die in der Umgebung bereits einige Strecken betrieb und weiter prosperierte, die Konzession für den Bau und Betrieb der Strecke. Weniger als ein halbes Jahr später, am 21. Januar 1854, wurde sie von den Chemins de fer de l’Est (EST) übernommen.
Mit der Verstaatlichung der französischen Eisenbahnen wurde auch diese Strecke von der SNCF übernommen. Der Reisezugverkehr wurde zum 31. Mai 1970 auf der ganzen Strecke geschlossen. Mitte der 1980er Jahre wurden die heute nicht mehr betriebenen Abschnitte stillgelegt, namentlich der knapp 14 km lange Abschnitt Vaivre–Noidans-le-Ferroux um 1985 und die 23 km Noidans-le-Ferroux–Autet zwei Jahre später.
Zwischen Vaivre und Mont-le-Vernois findet in den Sommermonaten Fahrrad-Draisinenverkehr statt. In Autet existieren noch die Anschlussgleise der Coop Agricole Interval. Weitere Kunden/Nutzer der Bahnstrecke sind nicht bekannt.